# Halysidota grandis
Halysidota grandis là một loài bướm đêm thuộc phân họ Arctiinae, họ Erebidae.